# Kamila Gafurzianova
Kamila Yusufovna Gafurzianova –en ruso, Камилла Юсуфовна Гафурзянова– (Kazán, 18 de mayo de 1988) es una deportista rusa que compitió en esgrima, especialista en la modalidad de florete.
Participó en los Juegos Olímpicos de Londres 2012, obteniendo una medalla de plata en la prueba por equipos (junto con Inna Deriglazova, Aida Shanayeva y Larisa Korobeinikova).
Ganó una medalla de plata en el Campeonato Mundial de Esgrima de 2009 y tres medallas en el Campeonato Europeo de Esgrima, en los años 2009 y 2012.

## Palmarés internacional
| Juegos Olímpicos   | Juegos Olímpicos      | Juegos Olímpicos  | Juegos Olímpicos    |
| Año                | Lugar                 | Medalla           | Prueba              |
| ------------------ | --------------------- | ----------------- | ------------------- |
| 2012               | Londres (Reino Unido) | Medalla de plata  | Florete por equipos |
| Campeonato Mundial |                       |                   |                     |
| Año                | Lugar                 | Medalla           | Prueba              |
| 2009               | Antalya (Turquía)     | Medalla de plata  | Florete por equipos |
| Campeonato Europeo |                       |                   |                     |
| Año                | Lugar                 | Medalla           | Prueba              |
| 2009               | Plovdiv (Bulgaria)    | Medalla de plata  | Florete por equipos |
| 2012               | Legnano (Italia)      | Medalla de plata  | Florete individual  |
| 2012               | Legnano (Italia)      | Medalla de bronce | Florete por equipos |